# Polen (Metallurgie)
Polen nennt man ein spezielles metallurgisches Reinigungsverfahren für geschmolzene Metalle. Dabei wird die Metallschmelze durch Einleiten von Öl oder Erdgas (auch Methan) gereinigt, indem unerwünschte Oxide reduziert und Fremdgase durch die Durchmischung ausgeschieden werden. Weiterhin findet auch eine Raffination statt, d. h. Fremdstoffe scheiden sich an der Oberfläche der Schmelze ab. Früher wurde statt des Öls oder Erdgases frisches Holz in die Schmelze gegeben, das Polgase (Wasserdampf, Wasserstoff, Kohlenstoffmonoxid, gasförmige Kohlenwasserstoffe und andere Zersetzungsprodukte des Holzes) erzeugte.
Es finden Reduktionsvorgänge durch Wasserstoff, Kohlenstoffmonoxid und Methan und Oxidationsvorgänge durch den Luftsauerstoff statt. 
Bei der Kupferraffination wird zwischen Dichtpolen (Entfernung des Schwefeldioxids SO2) und Zähpolen (Reduktion von Kupfer(I)-oxid Cu2O) unterschieden.